# 彭仰钦
彭仰钦，中华人民共和国政治人物。
担任武汉市特等劳模、武汉冶电业局副局长。1954年，当选第一届全国人民代表大会代表。